# Grijze knotszwam
De grijze knotszwam (Clavaria daulnoyi) is een schimmel behorend tot de familie Clavariaceae. Deze koraalzwam leeft saprotroof (?) op mineraalrijke of voedselrijke bodem (klei, leem of lemig zand). Hij komt voor in zowel open bossen als in graslanden, vaak op onbegroeide plekken.

## Kenmerken
Het vruchtlichaam is knotsvormig met een uitgesproken grijze of grijsbruine kleur. Het is vrij dik met een afgeronde top. De basidia hebben een zeer duidelijke gesp. De sporen meten 7,5-10 x 5-7,2 μm.

## Verspreiding
In Nederland komt de grijze knotszwam zeldzaam voor. Hij staat niet op de rode lijst en is niet bedreigd.